# يان مورتون
يان مورتون (14 أكتوبر 1970 في المملكة المتحدة - ) (بالإنجليزية: Ian Morton)‏ هو لاعب كريكت بريطاني. لعب مع Suffolk County Cricket Club ‏.

## وصلات خارجية
- يان مورتون على موقع إي آس بي آن كريك إنفو (الإنجليزية)